# Wojtek Pilichowski
Wojtek Pilichowski (Varsavia, 16 aprile 1969) è un bassista e compositore polacco.
Ha suonato con artisti come Michał Urbaniak, Greg Bissonette (David Lee Roth, Joe Satriani), Ricky Latham, Maryla Rodowicz, Nicko McBrain (Iron Maiden), Marco Minnemann (The Aristocrats), Vinnie Moore, Kasia Groniec, Chris de Burgh, Funky Filon, Edyta Górniak, Kasia Kowalska, Marek Raduli e Zbigniew Hołdys.
Fondatore della Pilichowski Band (Pilichowski, Wojciech Olszak, Kamil Barański, Radek Owczarz, Bartłomiej Papierz). Membro di πR2 (con Marek Raduli e Tomasz Łosowski) e del supergruppo polacco Woobie Doobie.

## Discografia

### Album solisti e con la Pilichowski Band
- 1994 - Wojtek Pilichowski
- 1996 - Granat
- 1998 - Lodołamacz (P.U.F. on album cover means Pilich Und Funk)
- 2001 - Π
- 2004 - Jazzga-Live
- 2005 - Definition of Bass

### Woobie Doobie
- 1995 The Album
- 2000 Bootla

### πR2
- 2005 transporter